# Gunajaya
Gunajaya is een bestuurslaag in het regentschap Tasikmalaya van de provincie West-Java, Indonesië. Gunajaya telt 3297 inwoners (volkstelling 2010).